# Puerto Pilón
Puerto Pilón è un comune (corregimiento) della Repubblica di Panama situato nel distretto di Colón, provincia di Colón. Si estende su una superficie di 99,6 km² e conta una popolazione di 16.517 abitanti (censimento 2010).